# Medalla de reconeixement pels voluntaris de la Campanya d'Espanya
La Medalla de reconeixement pels voluntaris de la Campanya d'Espanya (italià: Medaglia di Benemerenza per i Volontari della Campagna di Spagna) és una medalla de campanya italiana, creada el 6 de juny de 1940 pel Víctor Manuel III, i atorgada al personal pertanyent al Cos de tropes voluntàries, a la Missió Naval i a l'Aviació voluntaris en la Campanya d'Espanya.
Creada mitjançant Reial Decret 1244, de data 6 de juny de 1940. Per a la seva concessió calia aportar un document certificat del comandant del regiment o de l'ens corresponent.
La participació digna en la campanya es comprovaria mitjançant almenys una de les següents distincions honorífiques, concedides durant la campanya:
- L'Orde Militar de Savoia
- Promoció per mèrits de guerra
- Medalla o Creu de Guerra al Valor Militar
- Creu al Mèrit de Guerra
- Distintiu de ferit o mutilat de guerra

La medalla era concedida d'ofici o per la demanda de l'interessat.

## Disseny
Una medalla de bronze de 32 mm de diàmetre. A l'anvers apareix un cap de dona (Itàlia), mirant a la dreta. Al revers apareix la inscripció "VOLONTARIO DI GUERRA" (Voluntari de Guerra).
Al revers apareixen dues figures simbolitzant al voluntari que se separa de la seva mare, anteposant l'amor a la Pàtria a l'afecte de la família.
Penja d'una cinta de 37 mm d'ample, de color porpra. Al centre hi ha 3 franges (una vermella enmig de dues grogues) de la mateixa amplada.